# 北利佩斯县

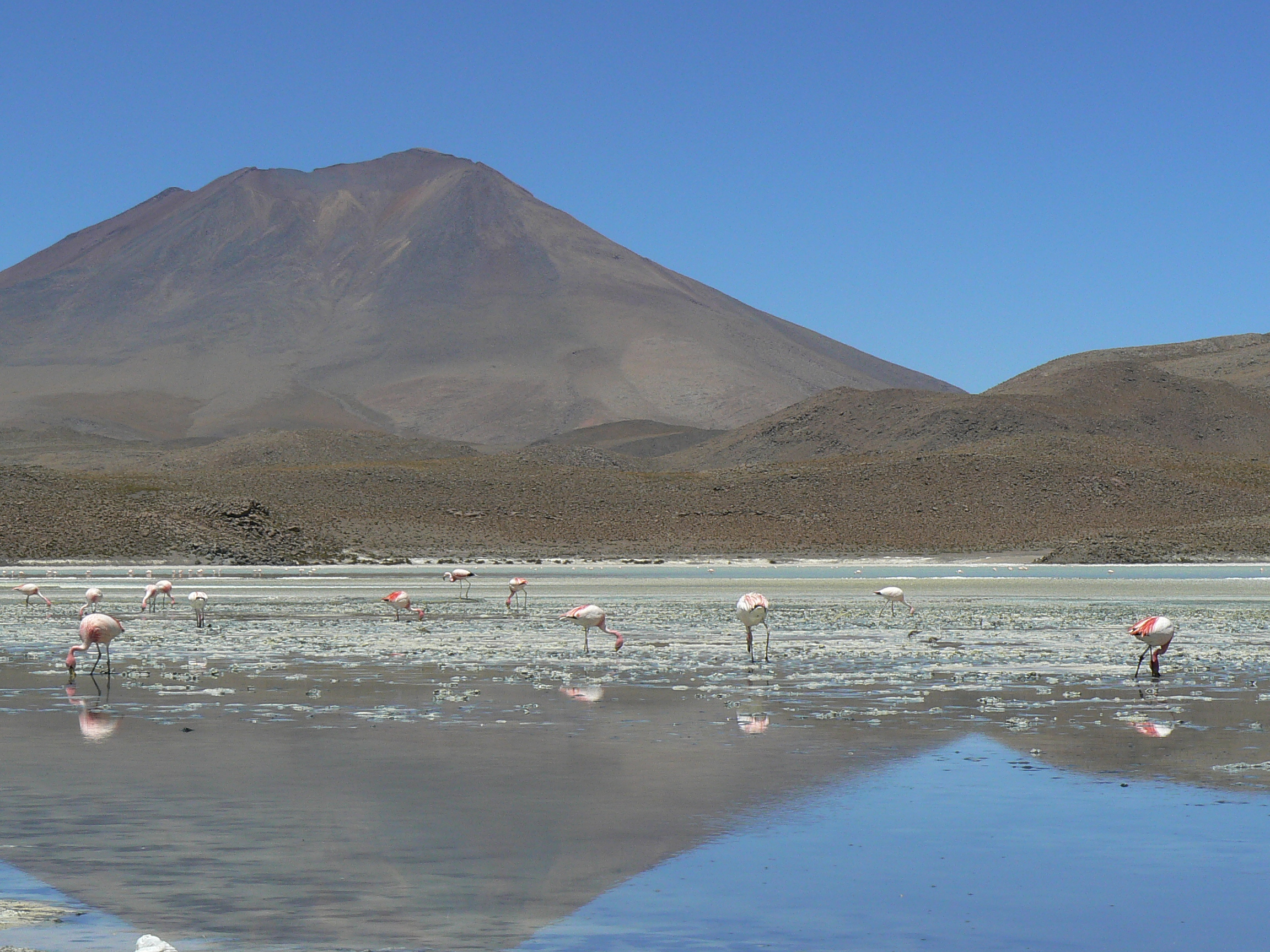

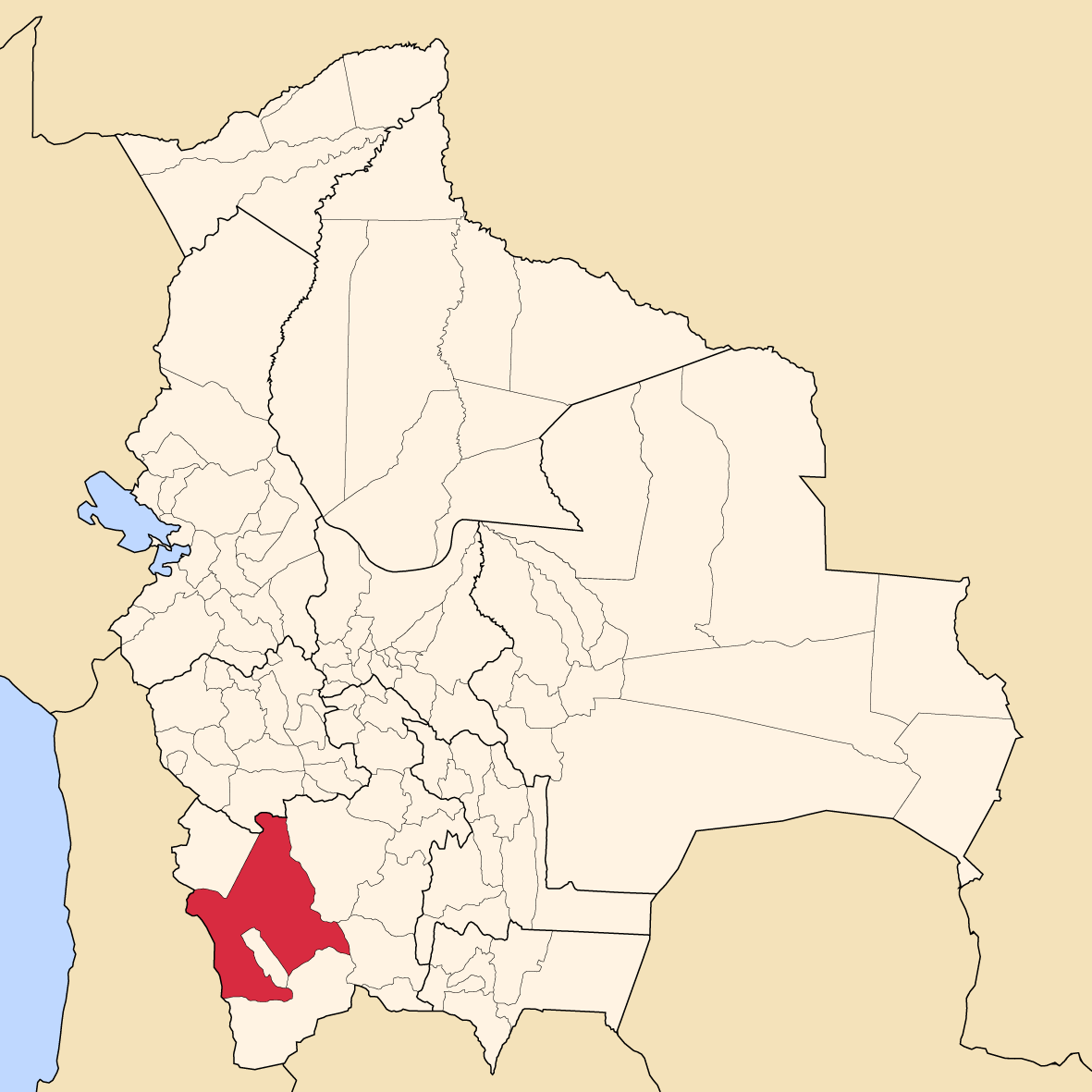

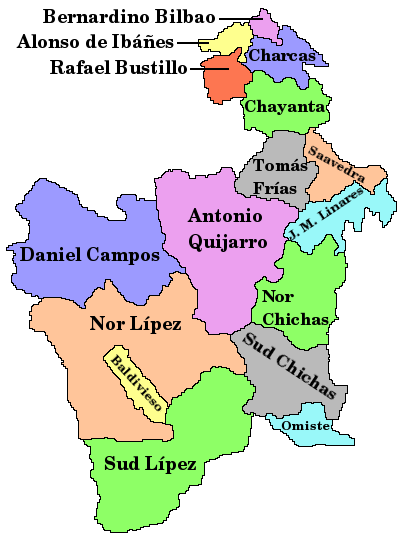

北利佩斯县（西班牙語：Provincia de Nor Lípez），是玻利維亞的县份，位於該國西南部，屬於波托西省的一部分，县府設於科爾查克，面積28,187平方公里，2001年人口10,460，人口密度每平方公里0.4人。